# Schematische Kriegsgliederung der Wehrmacht für das Unternehmen Barbarossa
Die Schematische Kriegsgliederung der Wehrmacht für das Unternehmen Barbarossa zeigt die Aufstellung der für den Überfall auf die Sowjetunion vorgesehenen Verbände des Heeres und der Luftwaffe am 22. Juni 1941. Das Heer war in drei Heeresgruppen gegliedert. Die Luftwaffe gliederte sich in drei Luftflotten, die zwar selbstständig waren, aber eng mit der jeweiligen Heeresgruppe zusammenarbeiten sollten. Die Divisionen des Heeres gehörten unterschiedlichen Aufstellungswellen an, wobei die Divisionen der 1. und 2. Aufstellungswelle, personell und materiell am besten ausgestattet waren.

## Heer

### Heeresgruppe Nord
- Oberbefehlshaber: Generalfeldmarschall Ritter von Leeb[1]
- Chef des Generalstabs: Generalmajor Kurt Brennecke[1]
- 1. Generalstabsoffizier: Oberstleutnant i. G. Paul Herrmann[1]
- Zuständigkeitsbereich: Baltikum, Nordrussland

#### 18. Armee
- Oberbefehlshaber: Generaloberst Georg von Küchler[1]
- Chef des Generalstabs: Generalmajor Kurt Waeger
- 1. Generalstabsoffizier: Oberstleutnant i. G. Mauritz Freiherr von Strachwitz

| direkt unterstellt  | 291. Infanterie-Division | 8. Aufstellungswelle |
| XXVI. Armeekorps    | 61. Infanterie-Division  | 2. Aufstellungswelle |
| XXVI. Armeekorps    | 217. Infanterie-Division | 3. Aufstellungswelle |
| XXXVIII. Armeekorps | 58. Infanterie-Division  | 2. Aufstellungswelle |
| I. Armeekorps       | 11. Infanterie-Division  | 1. Aufstellungswelle |
| I. Armeekorps       | 1. Infanterie-Division   | 1. Aufstellungswelle |
| I. Armeekorps       | 21. Infanterie-Division  | 1. Aufstellungswelle |

#### Panzergruppe 4
- Oberbefehlshaber: Generaloberst Erich Hoepner[1]
- Chef des Generalstabs: Oberst i. G. Walter Chales de Beaulieu
- 1. Generalstabsoffizier: Oberstleutnant i. G. Joachim von Schön-Angerer

| XXXXI. Armeekorps (motorisiert) | 1. Panzer-Division                    | 1. Aufstellungswelle, 145 Panzerkampfwagen (43 P II, 71 P III, 20 P IV, 11 Panzerbefehlswagen)  |
| XXXXI. Armeekorps (motorisiert) | 269. Infanterie-Division              | 4. Aufstellungswelle                                                                            |
| XXXXI. Armeekorps (motorisiert) | 6. Panzer-Division                    | 1. Aufstellungswelle, 258 Panzerkampfwagen (53 P II, 167 P 38t, 30 P IV, 15 Panzerbefehlswagen) |
| XXXXI. Armeekorps (motorisiert) | 36. Infanterie-Division (motorisiert) | 1. Aufstellungswelle                                                                            |
| LVI. Armeekorps (motorisiert)   | 290. Infanterie-Division              | 8. Aufstellungswelle                                                                            |
| LVI. Armeekorps (motorisiert)   | 8. Panzer-Division                    | 1. Aufstellungswelle, 212 Panzerkampfwagen (49 P II, 118 P 38t, 30 P IV, 15 Panzerbefehlswagen) |
| LVI. Armeekorps (motorisiert)   | 3. Infanterie-Division (motorisiert)  | 1. Aufstellungswelle                                                                            |
| Reserve                         | SS-Division Totenkopf                 | Waffen-SS                                                                                       |

#### 16. Armee
- Oberbefehlshaber: Generaloberst Ernst Busch[1]
- Chef des Generalstabs: Oberst i. G. Rolf Wuthmann
- 1. Generalstabsoffizier: Oberst i. G. Hans Boeckh-Behrens

| X. Armeekorps      | 30. Infanterie-Division  | 1. Aufstellungswelle  |
| X. Armeekorps      | 126. Infanterie-Division | 11. Aufstellungswelle |
| XXVIII. Armeekorps | 122. Infanterie-Division | 11. Aufstellungswelle |
| XXVIII. Armeekorps | 123. Infanterie-Division | 11. Aufstellungswelle |
| II. Armeekorps     | 121. Infanterie-Division | 11. Aufstellungswelle |
| II. Armeekorps     | 12. Infanterie-Division  | 1. Aufstellungswelle  |
| II. Armeekorps     | 32. Infanterie-Division  | 1. Aufstellungswelle  |
| Reserve            | 253. Infanterie-Division | 4. Aufstellungswelle  |

#### Reserven
| XXIII. Armeekorps | 254. Infanterie-Division                         | 4. Aufstellungswelle |
| XXIII. Armeekorps | 251. Infanterie-Division                         | 4. Aufstellungswelle |
| XXIII. Armeekorps | 206. Infanterie-Division                         | 3. Aufstellungswelle |
| L. Armeekorps     | 86. Infanterie-Division (bis 26. Juni im Zulauf) | 2. Aufstellungswelle |
| L. Armeekorps     | Polizei-Division (bis 1. Juli im Zulauf)         | Ordnungspolizei      |

#### Befehlshaber rückwärtiges Heeresgebiet 101
- Befehlshaber: Generalleutnant Franz von Roques

| 207. Sicherungs-Division |
| 281. Sicherungs-Division |
| 285. Sicherungs-Division |

### Heeresgruppe Mitte
- Oberbefehlshaber: Generalfeldmarschall Fedor von Bock[4]
- Chef des Generalstabs: Generalmajor Hans von Greiffenberg[4]
- 1. Generalstabsoffizier: Oberstleutnant i. G. Henning von Tresckow[4]
- Zuständigkeitsbereich: Weißrussland, Zentralrussland

#### Panzergruppe 3
- Oberbefehlshaber: Generaloberst Hermann Hoth[4]
- Chef des Generalstabs: Oberstleutnant i. G. Walther von Hünersdorff
- 1. Generalstabsoffizier: Major i. G. Carl Wagener

| VI. Armeekorps                  | 26. Infanterie-Division               | 1. Aufstellungswelle                                                                                    |
| VI. Armeekorps                  | 6. Infanterie-Division                | 1. Aufstellungswelle                                                                                    |
| XXXIX. Armeekorps (motorisiert) | 14. Infanterie-Division (motorisiert) | 1. Aufstellungswelle                                                                                    |
| XXXIX. Armeekorps (motorisiert) | 20. Infanterie-Division (motorisiert) | 1. Aufstellungswelle                                                                                    |
| XXXIX. Armeekorps (motorisiert) | 20. Panzer-Division                   | 1. Aufstellungswelle, 229 Panzerkampfwagen (44 P I, 31 P II, 121 P 38t, 31 P IV, 2 Panzerbefehlswagen)  |
| XXXIX. Armeekorps (motorisiert) | 7. Panzer-Division                    | 1. Aufstellungswelle, 265 Panzerkampfwagen (53 P II, 167 P 38t, 30 P IV, 15 Panzerbefehlswagen)         |
| V. Armeekorps                   | 35. Infanterie-Division               | 1. Aufstellungswelle                                                                                    |
| V. Armeekorps                   | 5. Infanterie-Division                | 1. Aufstellungswelle                                                                                    |
| LVII. Armeekorps (motorisiert)  | 18. Infanterie-Division (motorisiert) | 1. Aufstellungswelle                                                                                    |
| LVII. Armeekorps (motorisiert)  | 19. Panzer-Division                   | 1. Aufstellungswelle, 228 Panzerkampfwagen (42 P I, 35 P II, 110 P 38t, 30 P IV, 11 Panzerbefehlswagen) |
| LVII. Armeekorps (motorisiert)  | 12. Panzer-Division                   | 1. Aufstellungswelle, 220 Panzerkampfwagen (40 P I, 33 P II, 109 P 38t, 30 P IV, 8 Panzerbefehlswagen)  |

#### 9. Armee
- Oberbefehlshaber: Generaloberst Adolf Strauß[4]
- Chef des Generalstabs: Oberst i. G. Kurt Weckmann
- 1. Generalstabsoffizier: Oberst i. G. Edmund Blaurock

| VIII. Armeekorps   | 161. Infanterie-Division | 7. Aufstellungswelle  |
| VIII. Armeekorps   | 28. Infanterie-Division  | 1. Aufstellungswelle  |
| VIII. Armeekorps   | 8. Infanterie-Division   | 1. Aufstellungswelle  |
| XX. Armeekorps     | 256. Infanterie-Division | 4. Aufstellungswelle  |
| XX. Armeekorps     | 162. Infanterie-Division | 7. Aufstellungswelle  |
| XXXXII. Armeekorps | 129. Infanterie-Division | 11. Aufstellungswelle |
| XXXXII. Armeekorps | 102. Infanterie-Division | 12. Aufstellungswelle |
| XXXXII. Armeekorps | 87. Infanterie-Division  | 2. Aufstellungswelle  |

#### 4. Armee
- Oberbefehlshaber: Generalfeldmarschall Günther von Kluge[4]
- Chef des Generalstabs: Oberst i. G. Günther Blumentritt
- 1. Generalstabsoffizier: Oberstleutnant i. G. Horst von Zitzewitz

| VII. Armeekorps     | 258. Infanterie-Division | 4. Aufstellungswelle  |
| VII. Armeekorps     | 23. Infanterie-Division  | 2. Aufstellungswelle  |
| VII. Armeekorps     | 7. Infanterie-Division   | 1. Aufstellungswelle  |
| VII. Armeekorps     | 268. Infanterie-Division | 4. Aufstellungswelle  |
| XIII. Armeekorps    | 17. Infanterie-Division  | 1. Aufstellungswelle  |
| XIII. Armeekorps    | 78. Infanterie-Division  | 2. Aufstellungswelle  |
| IX. Armeekorps      | 263. Infanterie-Division | 4. Aufstellungswelle  |
| IX. Armeekorps      | 137. Infanterie-Division | 11. Aufstellungswelle |
| IX. Armeekorps      | 292. Infanterie-Division | 8. Aufstellungswelle  |
| XXXXIII. Armeekorps | 252. Infanterie-Division | 4. Aufstellungswelle  |
| XXXXIII. Armeekorps | 134. Infanterie-Division | 11. Aufstellungswelle |
| XXXXIII. Armeekorps | 131. Infanterie-Division | 11. Aufstellungswelle |

#### Panzergruppe 2
- Oberbefehlshaber: Generaloberst Heinz Guderian[4]
- Chef des Generalstabs: Oberst i. G. Kurt Freiherr von Liebenstein
- 1. Generalstabsoffizier: Oberstleutnant i. G. Fritz Bayerlein

| XXXXVI. Armeekorps (motorisiert)  | Infanterie-Regiment Großdeutschland   | 1. Aufstellungswelle                                                                                    |
| XXXXVI. Armeekorps (motorisiert)  | 10. Panzer-Division                   | 1. Aufstellungswelle, 182 Panzerkampfwagen (45 P II, 105 P III, 20 P IV, 12 Panzerbefehlswagen)         |
| XXXXVI. Armeekorps (motorisiert)  | SS-Division Das Reich                 | Waffen-SS                                                                                               |
| XXXXVII. Armeekorps (motorisiert) | 29. Infanterie-Division (motorisiert) | 1. Aufstellungswelle                                                                                    |
| XXXXVII. Armeekorps (motorisiert) | 167. Infanterie-Division              | 7. Aufstellungswelle                                                                                    |
| XXXXVII. Armeekorps (motorisiert) | 17. Panzer-Division                   | 1. Aufstellungswelle, 202 Panzerkampfwagen (12 P I, 44 P II, 106 P III, 30 P IV, 10 Panzerbefehlswagen) |
| XXXXVII. Armeekorps (motorisiert) | 18. Panzer-Division                   | 1. Aufstellungswelle, 218 Panzerkampfwagen (6 P I, 50 P II, 114 P III, 36 P IV, 12 Panzerbefehlswagen)  |
| XII. Armeekorps                   | 31. Infanterie-Division               | 1. Aufstellungswelle                                                                                    |
| XII. Armeekorps                   | 45. Infanterie-Division               | 1. Aufstellungswelle                                                                                    |
| XII. Armeekorps                   | 34. Infanterie-Division               | 1. Aufstellungswelle                                                                                    |
| XXIV. Armeekorps (motorisiert)    | 10. Infanterie-Division (motorisiert) | 1. Aufstellungswelle                                                                                    |
| XXIV. Armeekorps (motorisiert)    | 3. Panzer-Division                    | 1. Aufstellungswelle, 215 Panzerkampfwagen (58 P II, 110 P III, 32 P IV, 15 Panzerbefehlswagen)         |
| XXIV. Armeekorps (motorisiert)    | 4. Panzer-Division                    | 1. Aufstellungswelle, 177 Panzerkampfwagen (44 P II, 105 P III, 20 P IV, 8 Panzerbefehlswagen)          |
| XXIV. Armeekorps (motorisiert)    | 1. Kavallerie-Division                | 1. Aufstellungswelle                                                                                    |
| XXIV. Armeekorps (motorisiert)    | 267. Infanterie-Division              | 4. Aufstellungswelle                                                                                    |
| Reserve                           | 255. Infanterie-Division              | 4. Aufstellungswelle                                                                                    |

#### Reserven
| LIII. Armeekorps      | 293. Infanterie-Division                          | 8. Aufstellungswelle  |
| Höheres Kommando XXXV | 52. Infanterie-Division (bis 26. Juni im Zulauf)  | 2. Aufstellungswelle  |
| Höheres Kommando XXXV | 197. Infanterie-Division (bis 26. Juni im Zulauf) | 7. Aufstellungswelle  |
| Höheres Kommando XXXV | 15. Infanterie-Division (bis 3. Juli im Zulauf)   | 1. Aufstellungswelle  |
| Höheres Kommando XXXV | 112. Infanterie-Division (bis 1. Juli im Zulauf)  | 11. Aufstellungswelle |
| XXXXII. Armeekorps    | 110. Infanterie-Division (bis 26. Juni im Zulauf) | 12. Aufstellungswelle |
| XXXXII. Armeekorps    | 106. Infanterie-Division (bis 1. Juli im Zulauf)  | 12. Aufstellungswelle |
| XXXXII. Armeekorps    | Lehrbrigade 900 (motorisiert)                     |                       |

#### Befehlshaber rückwärtiges Heeresgebiet 102
- Befehlshaber: General der Infanterie Max von Schenckendorff

| 403. Sicherungs-Division |
| 221. Sicherungs-Division |
| 286. Sicherungs-Division |

### Heeresgruppe Süd
- Oberbefehlshaber: Generalfeldmarschall Gerd von Rundstedt[4]
- Chef des Generalstabs: General der Infanterie Georg von Sodenstern[4]
- 1. Generalstabsoffizier: Oberstleutnant i. G. August Winter[4]
- Zuständigkeitsbereich: Ukraine, Südrussland, Kaukasus

#### Panzergruppe 1
- Oberbefehlshaber: Generaloberst Ewald von Kleist[4]
- Chef des Generalstabs: Oberst i. G. Kurt Zeitzler
- 1. Generalstabsoffizier: Major i. G. Ernst Stübichen

| XIV. Armeekorps (motorisiert)      | SS-Division „Wiking“                  | Waffen-SS                                                                                             |
| XIV. Armeekorps (motorisiert)      | 16. Panzer-Division                   | 1. Aufstellungswelle, 146 Panzerkampfwagen (45 P II, 71 P III, 20 P IV, 10 Panzerbefehlswagen)        |
| XIV. Armeekorps (motorisiert)      | 9. Panzer-Division                    | 1. Aufstellungswelle, 143 Panzerkampfwagen (8 P I, 32 P II, 71 P III, 20 P IV, 12 Panzerbefehlswagen) |
| III. Armeekorps (motorisiert)      | 14. Panzer-Division                   | 1. Aufstellungswelle, 147 Panzerkampfwagen (45 P II, 71 P III, 20 P IV, 11 Panzerbefehlswagen)        |
| III. Armeekorps (motorisiert)      | 298. Infanterie-Division              | 8. Aufstellungswelle                                                                                  |
| III. Armeekorps (motorisiert)      | 44. Infanterie-Division               | 1. Aufstellungswelle                                                                                  |
| XXIX. Armeekorps                   | 299. Infanterie-Division              | 8. Aufstellungswelle                                                                                  |
| XXIX. Armeekorps                   | 111. Infanterie-Division              | 12. Aufstellungswelle                                                                                 |
| XXXXVIII. Armeekorps (motorisiert) | 11. Panzer-Division                   | 1. Aufstellungswelle, 143 Panzerkampfwagen (44 P II, 71 P III, 20 P IV, 8 Panzerbefehlswagen)         |
| XXXXVIII. Armeekorps (motorisiert) | 75. Infanterie-Division               | 2. Aufstellungswelle                                                                                  |
| XXXXVIII. Armeekorps (motorisiert) | 57. Infanterie-Division               | 2. Aufstellungswelle                                                                                  |
| Reserven                           | 16. Infanterie-Division (motorisiert) | 1. Aufstellungswelle                                                                                  |
| Reserven                           | 25. Infanterie-Division (motorisiert) | 1. Aufstellungswelle                                                                                  |
| Reserven                           | 13. Panzer-Division                   | 1. Aufstellungswelle, 147 Panzerkampfwagen (45 P II, 71 P III, 20 P IV, 13 Panzerbefehlswagen)        |
| Reserven                           | Leibstandarte SS Adolf Hitler         | Waffen-SS                                                                                             |

#### 6. Armee
- Oberbefehlshaber: Generalfeldmarschall Walter von Reichenau[4]
- Chef des Generalstabs: Oberst i. G. Ferdinand Heim
- 1. Generalstabsoffizier: Oberst i. G. Helmuth Voelter

| XVII. Armeekorps   | 56. Infanterie-Division  | 2. Aufstellungswelle |
| XVII. Armeekorps   | 62. Infanterie-Division  | 2. Aufstellungswelle |
| XXXXIV. Armeekorps | 297. Infanterie-Division | 8. Aufstellungswelle |
| XXXXIV. Armeekorps | 9. Infanterie-Division   | 1. Aufstellungswelle |
| Reserven           | LV. Armeekorps           |                      |
| Reserven           | 168. Infanterie-Division | 7. Aufstellungswelle |

#### 17. Armee
- Oberbefehlshaber: General der Infanterie Carl-Heinrich von Stülpnagel[4]
- Chef des Generalstabs: Oberst i. G. Vincenz Müller
- 1. Generalstabsoffizier: Oberst i. G. Fritz Wentzell

| IV. Armeekorps       | 262. Infanterie-Division | 4. Aufstellungswelle  |
| IV. Armeekorps       | 24. Infanterie-Division  | 1. Aufstellungswelle  |
| IV. Armeekorps       | 295. Infanterie-Division | 8. Aufstellungswelle  |
| IV. Armeekorps       | 296. Infanterie-Division | 8. Aufstellungswelle  |
| IV. Armeekorps       | 71. Infanterie-Division  | 2. Aufstellungswelle  |
| XXXXIX. Gebirgskorps | 1. Gebirgs-Division      | 1. Aufstellungswelle  |
| XXXXIX. Gebirgskorps | 68. Infanterie-Division  | 2. Aufstellungswelle  |
| XXXXIX. Gebirgskorps | 257. Infanterie-Division | 4. Aufstellungswelle  |
| LII. Armeekorps      | 101. leichte Division    | 12. Aufstellungswelle |
| Reserven             | 100. leichte Division    | 12. Aufstellungswelle |
| Reserven             | 97. leichte Division     | 12. Aufstellungswelle |

#### 11. Armee
- Oberbefehlshaber: Generaloberst Eugen von Schobert[4]
- Chef des Generalstabs: Oberst i. G. Otto Wöhler
- 1. Generalstabsoffizier: Oberst i. G. Theodor Busse

| Heeresmission Rumänien   | 72. Infanterie-Division            | 2. Aufstellungswelle |
| Rumänisches Gebirgskorps | 4. rumänische Gebirgsbrigade       |                      |
| Rumänisches Gebirgskorps | 1. rumänische Gebirgsbrigade       |                      |
| Rumänisches Gebirgskorps | 2. rumänische Gebirgsbrigade       |                      |
| Rumänisches Gebirgskorps | 8. rumänische Kavalleriebrigade    |                      |
| Rumänisches Gebirgskorps | 7. rumänische Infanterie-Division  |                      |
| XI. Armeekorps           | 239. Infanterie-Division           | 3. Aufstellungswelle |
| XI. Armeekorps           | 76. Infanterie-Division            | 2. Aufstellungswelle |
| XI. Armeekorps           | 6. rumänische Infanterie-Division  |                      |
| XI. Armeekorps           | 8. rumänische Infanterie-Division  |                      |
| XI. Armeekorps           | 6. rumänische Kavalleriebrigade    |                      |
| XXX. Armeekorps          | 5. rumänische Kavalleriebrigade    |                      |
| XXX. Armeekorps          | 14. rumänische Infanterie-Division |                      |
| XXX. Armeekorps          | 198. Infanterie-Division           | 7. Aufstellungswelle |
| LIV. Armeekorps          | 170. Infanterie-Division           | 7. Aufstellungswelle |
| LIV. Armeekorps          | 50. Infanterie-Division            | 1. Aufstellungswelle |
| Reserven                 | Rumänisches Kavalleriekorps        |                      |
| Reserven                 | 22. Infanterie-Division            | 1. Aufstellungswelle |

#### Reserven
| Höheres Kommando XXXIV                 | 4. Gebirgs-Division                               |                       |
| Höheres Kommando XXXIV                 | 125. Infanterie-Division                          | 11. Aufstellungswelle |
| Höheres Kommando XXXIV                 | 113. Infanterie-Division (bis 29. Juni im Zulauf) | 12. Aufstellungswelle |
| Höheres Kommando XXXIV                 | 132. Infanterie-Division (bis 4. Juli im Zulauf)  | 11. Aufstellungswelle |
| LI. Armeekorps (ab 20. Juni im Zulauf) | 79. Infanterie-Division (bis 27. Juni im Zulauf)  | 2. Aufstellungswelle  |
| LI. Armeekorps (ab 20. Juni im Zulauf) | 95. Infanterie-Division (bis 3. Juli im Zulauf)   | 5. Aufstellungswelle  |
|                                        | 99. leichte Division                              | 12. Aufstellungswelle |

#### Befehlshaber rückwärtiges Heeresgebiet 103
- Befehlshaber: Generalleutnant Karl von Roques

| 213. Sicherungs-Division |
| 444. Sicherungs-Division |
| 454. Sicherungs-Division |

### Reserven desOberkommandos des Heeres
| Armeeoberkommando 2 (A.O.K. 2)        |                      |
| XXXX. Armeekorps (motorisiert)        |                      |
| 60. Infanterie-Division (motorisiert) | 2. Aufstellungswelle |
| 46. Infanterie-Division               | 1. Aufstellungswelle |
| 93. Infanterie-Division               | 5. Aufstellungswelle |
| 96. Infanterie-Division               | 5. Aufstellungswelle |
| 98. Infanterie-Division               | 5. Aufstellungswelle |
| 260. Infanterie-Division              | 4. Aufstellungswelle |
| 94. Infanterie-Division               | 5. Aufstellungswelle |
| 183. Infanterie-Division              | 7. Aufstellungswelle |
| 73. Infanterie-Division               | 2. Aufstellungswelle |
| 294. Infanterie-Division              | 8. Aufstellungswelle |
| 2. Panzer-Division                    | 1. Aufstellungswelle |
| 5. Panzer-Division                    | 1. Aufstellungswelle |

## Luftwaffe

### Luftflotte 1
- Oberbefehlshaber: Generaloberst Alfred Keller[7]
- Chef des Generalstabes: Generalmajor Heinz-Hellmuth von Wühlisch[7]
- Zuständigkeitsbereich: Bereich der Heeresgruppe Nord
- Iststärke: 592 Flugzeuge, davon 453 einsatzbereit (66 Aufklärungsflugzeuge, 271 Kampfflugzeuge, 203 Jagdflugzeuge, 62 Transportflugzeuge)[8]

| direkt unterstellt   | Fernaufklärerstaffel 2./Ob.d.L.                                | 22 Aufklärungsflugzeuge (22 Dornier Do 215)                                                   |
| direkt unterstellt   | Wettererkundungsstaffel 1                                      | 7 Wetterflugzeuge (2 Heinkel He 111 H, 2 Junkers Ju 88 A, 2 Dornier Do 17 Z, 1 Junkers Ju 52) |
| direkt unterstellt   | Kampfgruppe z. b. V. 106                                       | 53 Transportflugzeuge (53 Junkers Ju 52)                                                      |
| Fliegerführer Ostsee | Aufklärungsfliegergruppe 125                                   | 27 Aufklärungsflugzeuge (9 Heinkel He 60, 9 Heinkel He 114, 9 Arado Ar 95)                    |
| Fliegerführer Ostsee | Küstenfliegergruppe 806                                        | 30 Kampfflugzeuge (30 Junkers Ju 88 A)                                                        |
| Fliegerführer Ostsee | 9. Seenotstaffel                                               |                                                                                               |
| I. Fliegerkorps      | 5./Fernaufklärungsgruppe 122                                   | 11 Aufklärungsflugzeuge (9 Junkers Ju 88 A, 3 Messerschmitt Bf 110)                           |
| I. Fliegerkorps      | Stab, II. und III./Kampfgeschwader 1                           | 60 Kampfflugzeuge (59 Junkers Ju 88 A, 1 Heinkel He 111 H)                                    |
| I. Fliegerkorps      | Stab, I., II. und III./Kampfgeschwader 76                      | 90 Kampfflugzeuge (90 Junkers Ju 88 A)                                                        |
| I. Fliegerkorps      | Stab, I., II. und III./Kampfgeschwader 77                      | 91 Kampfflugzeuge (91 Junkers Ju 88 A)                                                        |
| I. Fliegerkorps      | Stab, I. II. und III./Jagdgeschwader 54, II./Jagdgeschwader 53 | 159 Jagdflugzeuge (159 Messerschmitt Bf 109 F)                                                |

### Luftflotte 2
- Oberbefehlshaber: Generalfeldmarschall Albert Kesselring[7]
- Chef des Generalstabes: Oberst i. G. Hans Seidemann[7]
- Zuständigkeitsbereich: Bereich der Heeresgruppe Mitte
- Iststärke: 1367 Flugzeuge, davon 994 einsatzbereit (46 Aufklärungsflugzeuge, 299 Kampfflugzeuge, 425 Sturzkampfflugzeuge, 98 Zerstörer, 384 Jagdflugzeuge, 115 Transportflugzeuge)[8]

| direkt unterstellt | Stab und 2./Fernaufklärungsgruppe 122                                                | 15 Aufklärungsflugzeuge (8 Junkers Ju 88 A, 3 Messerschmitt Bf 110, 2 Messerschmitt Bf 109)                                                       |
| direkt unterstellt | Wettererkundungsstaffel 26                                                           | 12 Wetterflugzeuge (5 Messerschmitt Bf 110, 3 Heinkel He 111 H, 4 Dornier Do 17 Z)                                                                |
| direkt unterstellt | Stab, I. und III./Jagdgeschwader 53                                                  | 79 Jagdflugzeuge (79 Messerschmitt Bf 109 F) |
| VIII. Fliegerkorps | 2./Fernaufklärungsgruppe 11                                                          | 12 Aufklärungsflugzeuge (12 Dornier Do 17 P) |
| VIII. Fliegerkorps | Stab, I. und III./Kampfgeschwader 2                                                  | 87 Kampfflugzeuge (87 Dornier Do 17 Z) |
| VIII. Fliegerkorps | Stab, II. und III./Sturzkampfgeschwader 1                                            | 87 Sturzkampfflugzeuge (81 Junkers Ju 87 B, 6 Messerschmitt Bf 110)                                                                               |
| VIII. Fliegerkorps | Stab, I. und III./Sturzkampfgeschwader 2, II./Lehrgeschwader 2, 10./Lehrgeschwader 2 | 143 Sturzkampf-/Schlachtflugzeuge (38 Junkers Ju 87 B, 39 Junkers Ju 87 R, 6 Messerschmitt Bf 110, 38 Messerschmitt Bf 109 E, 22 Henschel Hs 123) |
| VIII. Fliegerkorps | Stab, II. und III./Zerstörergeschwader 26                                            | 76 Zerstörer (76 Messerschmitt Bf 110 C/E) |
| VIII. Fliegerkorps | Stab, II. und III./Jagdgeschwader 27, II./Jagdgeschwader 52                          | 123 Jagdflugzeuge (84 Messerschmitt Bf 109 E, 39 Messerschmitt Bf 109 F)                                                                          |
| II. Fliegerkorps   | 1./Fernaufklärungsgruppe 122                                                         | 10 Aufklärungsflugzeuge (7 Junkers Ju 88 A, 3 Messerschmitt Bf 110)                                                                               |
| II. Fliegerkorps   | Kampfgruppe z. b. V. 102, 105                                                        | 106 Transportflugzeuge (106 Junkers Ju 52) |
| II. Fliegerkorps   | Stab, I. und II./Schnellkampfgeschwader 210                                          | 92 Schnellkampfflugzeuge (92 Messerschmitt Bf 110)                                                                                                |
| II. Fliegerkorps   | Stab, I., II. und III./Kampfgeschwader 3                                             | 127 Kampfflugzeuge (81 Junkers Ju 88 A, 46 Dornier Do 17 Z)                                                                                       |
| II. Fliegerkorps   | Stab, I., II. und III./Kampfgeschwader 53                                            | 86 Kampfflugzeuge (84 Heinkel He 111 H, 2 Heinkel He 111 P)                                                                                       |
| II. Fliegerkorps   | Stab, I., II. und III./Sturzkampfgeschwader 77                                       | 123 Sturzkampfflugzeuge (115 Junkers Ju 87 B, 8 Messerschmitt Bf 110)                                                                             |
| II. Fliegerkorps   | Stab, I., II., III. und IV./Jagdgeschwader 51                                        | 120 Jagdflugzeuge (120 Messerschmitt Bf 109 F) |
| I. Flakkorps       | Stab Flakregiment 101 mit I./FlakRgt. 12, I./FlakRgt. 22, leiFlakAbt. 77             | |
| I. Flakkorps       | Stab Flakregiment 104 mit I. und II./FlakRgt. 11, leiFlakAbt. 91                     | |

### Luftflotte 4
- Oberbefehlshaber: Generaloberst Alexander Löhr[7]
- Chef des Generalstabes: Generalmajor Günther Korten[7]
- Zuständigkeitsbereich: Bereich der Heeresgruppe Süd
- Iststärke: 887 Flugzeuge, davon 694 einsatzbereit (46 Aufklärungsflugzeuge, 360 Kampfflugzeuge, 366 Jagdflugzeuge, 115 Transportflugzeuge)[8]

| direkt unterstellt                  | 4./Fernaufklärungsgruppe 122                                                                               | 11 Aufklärungsflugzeuge (8 Junkers Ju 88, 3 Messerschmitt Bf 110)                  |
| direkt unterstellt                  | Wettererkundungsstaffel 76                                                                                 | 14 Wetterflugzeuge (6 Heinkel He 111 H, 5 Junkers Ju 88 A, 3 Messerschmitt Bf 110) |
| direkt unterstellt                  | Kampfgruppe z. b. V. 50, 104                                                                               | 106 Transportflugzeuge (106 Junkers Ju 52)                                         |
| V. Fliegerkorps                     | 4./Fernaufklärungsgruppe 121                                                                               | 9 Aufklärungsflugzeuge (9 Junkers Ju 88 A)                                         |
| V. Fliegerkorps                     | Stab, I., II. und III./Kampfgeschwader 55                                                                  | 92 Kampfflugzeuge (92 Heinkel He 111 H)                                            |
| V. Fliegerkorps                     | Stab, I. und II./Kampfgeschwader 54                                                                        | 71 Kampfflugzeuge (71 Junkers Ju 88 A)                                             |
| V. Fliegerkorps                     | Stab, I., II. und III./Kampfgeschwader 51                                                                  | 84 Kampfflugzeuge (82 Heinkel He 111 H, 2 Messerschmitt Bf 110)                    |
| V. Fliegerkorps                     | Stab, I., II. und III./Jagdgeschwader 3                                                                    | 109 Jagdflugzeuge (109 Messerschmitt Bf 109 F)                                     |
| IV. Fliegerkorps                    | 3./Fernaufklärungsgruppe 121                                                                               | 13 Aufklärungsflugzeuge (10 Junkers Ju 88 A, 3 Messerschmitt Bf 110)               |
| IV. Fliegerkorps                    | Stab, I., II. und III./Kampfgeschwader 27, II./Kampfgeschwader 4                                           | 111 Kampfflugzeuge (111 Heinkel He 111 H)                                          |
| IV. Fliegerkorps                    | Stab, II. und III./Jagdgeschwader 77, I./Lehrgeschwader 2                                                  | 111 Jagdflugzeuge (111 Messerschmitt Bf 109 E)                                     |
| Deutsche Luftwaffenmission Rumänien | Stab und III./Jagdgeschwader 52                                                                            | 47 Jagdflugzeuge (47 Messerschmitt Bf 109 F)                                       |
| II. Flakkorps                       | Stab Flakregiment 6 mit I./FlakRgt. 7, II./FlakRgt. 26, I./FlakRgt. 24, leiFlakAbt. 93                     |                                                                                    |
| II. Flakkorps                       | Stab Regiment (motorisiert) Hermann Göring mit I. und IV./Rgt. HG, II./FlakRgt. 43, leiFlakAbt. 74, 83, 84 |                                                                                    |